# Convention de Vienne sur les relations consulaires
Pour les articles homonymes, voir Convention de Vienne.
 Voir le traité sur Wikisource
La Convention de Vienne sur les relations consulaires est un traité international complétant la convention de Vienne sur les relations diplomatiques. Elle définit un cadre pour les relations consulaires entre États souverains en codifiant de nombreuses pratiques consulaires issues des coutumes nationales et de divers accords bilatéraux entre États.
La convention définit et articule les fonctions, les droits et les immunités accordés aux fonctionnaires consulaires et à leurs bureaux, ainsi que les droits et les devoirs des « États d'accueil » (où le consulat est basé) et des « États d'envoi » (l'État que le consulat représente).
Adopté en 1963 et en vigueur depuis 1967, le traité a été ratifié par 182 États. En France, cette convention est entrée en vigueur par le décret no 71-288 du 29 mars 1971.

## Histoire
La Convention est adoptée le 24 avril 1963 à l'issue de la Conférence des Nations unies sur les relations consulaires qui s'est tenue à Vienne (Autriche) du 4 mars au 22 avril 1963. Ses textes officiels sont rédigés en anglais, en français, en chinois, en russe et en espagnol : la Convention prévoit que les cinq versions font également foi.
En mars 2005, les États-Unis se sont retirés du protocole optionnel de la convention de Vienne de 1963 permettant l'intervention de la Cour internationale de justice (CIJ) dans le cas de détenus étrangers aux États-Unis. Les États-Unis avaient pourtant proposé eux-mêmes ce protocole en 1963, et avaient été le premier pays à l'invoquer lors de la crise des otages américains à Téhéran, en 1979.

## Contenu
Le traité contient 79 articles. Le préambule de la Convention stipule que le droit international coutumier continue de s'appliquer aux questions qui ne sont pas abordées dans la Convention.
L'article 43 de la Convention prévoit notamment l'immunité consulaire, qui est une forme atténuée de l'immunité diplomatique. Certaines dispositions de la Convention relatives à cette immunité reflètent le droit international coutumier, mais pas toutes. Les fonctionnaires consulaires et les employés consulaires jouissent d'une « immunité fonctionnelle » (c'est-à-dire d'une immunité de juridiction de l'État de résidence « pour les actes accomplis dans l'exercice des fonctions consulaires »), mais ne bénéficient pas de l'« immunité personnelle » plus large accordée aux diplomates.